# Crudaria
Crudaria is een geslacht van vlinders van de familie van de Lycaenidae, uit de onderfamilie van de Aphnaeinae. De wetenschappelijke naam en de beschrijving van dit geslacht werden voor het eerst in 1875 gepubliceerd door Hans Daniel Johan Wallengren.
De soorten van dit geslacht komen alleen in tropisch Afrika voor.

## Soorten
- C. capensis Van Son, 1956
- C. leroma (Wallengren, 1857)
- C. wykehami Dickson, 1983